# Luke's Busy Day
Luke's Busy Day er en amerikansk stumfilm fra 1917.

## Medvirkende
- Harold Lloyd - Lonesome Luke
- Bebe Daniels
- Snub Pollard
- Bud Jamison
- Sidney De Gray